# Mauro Pawlowski
Mauro Pawlowski (* 24. April 1971 in Koersel), auch bekannt als Maurits Pauwels, ist ein belgischer Musiker. Pawlowski war von 2005 bis 2017 und ist seit 2021 erneut Gitarrist der belgischen Indie-Rock/Alternative Band dEUS. Er ist in einem Dutzend Projekten engagiert, die neben der Musik- auch die Autoren- und Theaterszene umfasst.
Zwischen 1991 und 2000 spielte Pawlowski mit Rudy Trouvé in der Bandbesetzung der belgischen Indie-Rock/Alternative Band Kiss My Jazz und zwischen 1992 und 1998 in der Band Evil Superstars. 2003 bis 2015 war er Mitglied der Gruppe Club Moral, in der er Schlagzeug gespielt hat. Seit 2004 ist er ebenfalls als Schlagzeuger Mitglied der Gruppe The Love Substitutes. Im Jahr 2007 gründete er die Band Gruppo di Pawlowski, in der er singt und die aus weiteren namhaften Musikern aus der Antwerpener Musikszene besteht: Sjoerd Bruil, Ben Younes Zahnoun, Pascal Deweze, Elko Blijweert, Jeroen Stevens. Im Jahr 2007 gründete er die Band Hitsville Drunks mit den Musikern Sjoerd Bruil, Jan Wygers und Herman Houbrechts. Mit Elko Blijweert und Jeroen Stevens komponiert und improvisiert er Musik bei den Produktionen des Choreographen Wim Vandekeybus, dem Begründer von dem Tanz-Ensemble Ultima Vez Musik, u. a. für das Stück "Speak low is you speak love" (2015). Im Improvisationsensemble Othin Spake arbeitete er mit Jozef Dumoulin und Teun Verbruggen.
Pawlowski ist international aufgefallen durch seine eigene Gitarrenversion der belgischen Nationalhymne, die er anlässlich der Jubiläumsfeierlichkeiten zum 35-jährigen Bestehen des bekannten belgischen Konzertsaales Ancienne Belgique in Brüssel komponiert und im Beisein des Königspaars gespielt hat.

## Diskografie
- Evil Superstars: Hairfacts EP (1994)
- Mitsoobishy Jacson: Sun of Aerobics (1996)
- Evil Superstars: Love Is Okay (1996)
- Kiss My Jazz: In Doc’s Place, Friday Evening (1996)
- Evil Superstars: Remix Apocalyps EP (1996)
- Mitsoobishy Jacson: Nougat in Koblenz (1996)
- Evil Superstars: Boogie-Children-R-US (1998)
- Kiss My Jazz: In the Lost Souls Convention (1998)
- Mitsoobishy Jacson: Boys Together Outrageously (1999)
- Kiss My Jazz: In a Service Station (1999)
- Mauro: Songs from a Bad Hat (2001)
- Monguito: Trompete in God (2001)
- Kris De Bruyne: Buiten De Wet (2001)
- Sue Daniels: Paris (2001)
- Monguito: Operacion Megamix (2002)
- Mauro Antonio Pawlowski: Secret Guitar (2003)
- Mauro Pawlowski & The Grooms: Ghost Rock EP (2003)
- Shadowgraphic City: Shadowgraphic City (2004)
- Mauro Pawlowski & The Grooms: Black Europa (2004)
- Alex Chilton: Live in Anvers (2004)
- Somnabula: Swamps of Simulation (2004)
- The Parallels: The Parallels (2004)
- Mauro Pawlowski: Hallo, met Mauro (2004)
- Club Moral: Living(stone) (2004)
- Mauro Pawlowski & The Grooms: Tired of Being Young EP (2004)
- The Love Substitutes: Meet The Love Substitutes While the House is on Fire (2004)
- dEUS: Pocket Revolution (2005)
- The Love Substitutes: More Songs about Hangovers & Sailors (2006)
- OTOT: Truth & Style (2006)
- Mauro Antonio Pawlowski: Possessed Factory Volume 1: Raised By Humans (2006)
- Bum Collar: Versatile Styles (2006)
- Club Moral: Lonely Weekends b/w Gun (2007)
- Bum Collar: Topless Movies (DVD) (2007)
- Harris Newman / Mauro Antonio Pawlowski: Harris Newman / Mauro Antonio Pawlowski split LP (2007)
- Pawlowski / Trouvé / Ward: Pawlowski / Trouvé / Ward split cd (2007)
- dEUS: Vantage Point (2008)
- The Parallels: Arabia in Blue (2008)
- dEUS: Keep You Close (2011)
- dEUS: Following Sea (2012)
- Hitsville Drunks: Sincerely Average (2014)
- Condor Gruppe, Hitsville Drunks: A Tribute To John Barry (2014)
- Evil Superstars - Galaxian Regression (2014)
- Gruppo di Pawlowski: Neutral Village Massacre (2014)
- Mauro Pawlowski, Hamster Axis Of The One Click Panther: Insatiable (2015)
- Gruppo di Pawlowski: In Inhuman Hands (2017)
- Eternal Sunday Drive (2021)